# Musée du tabac

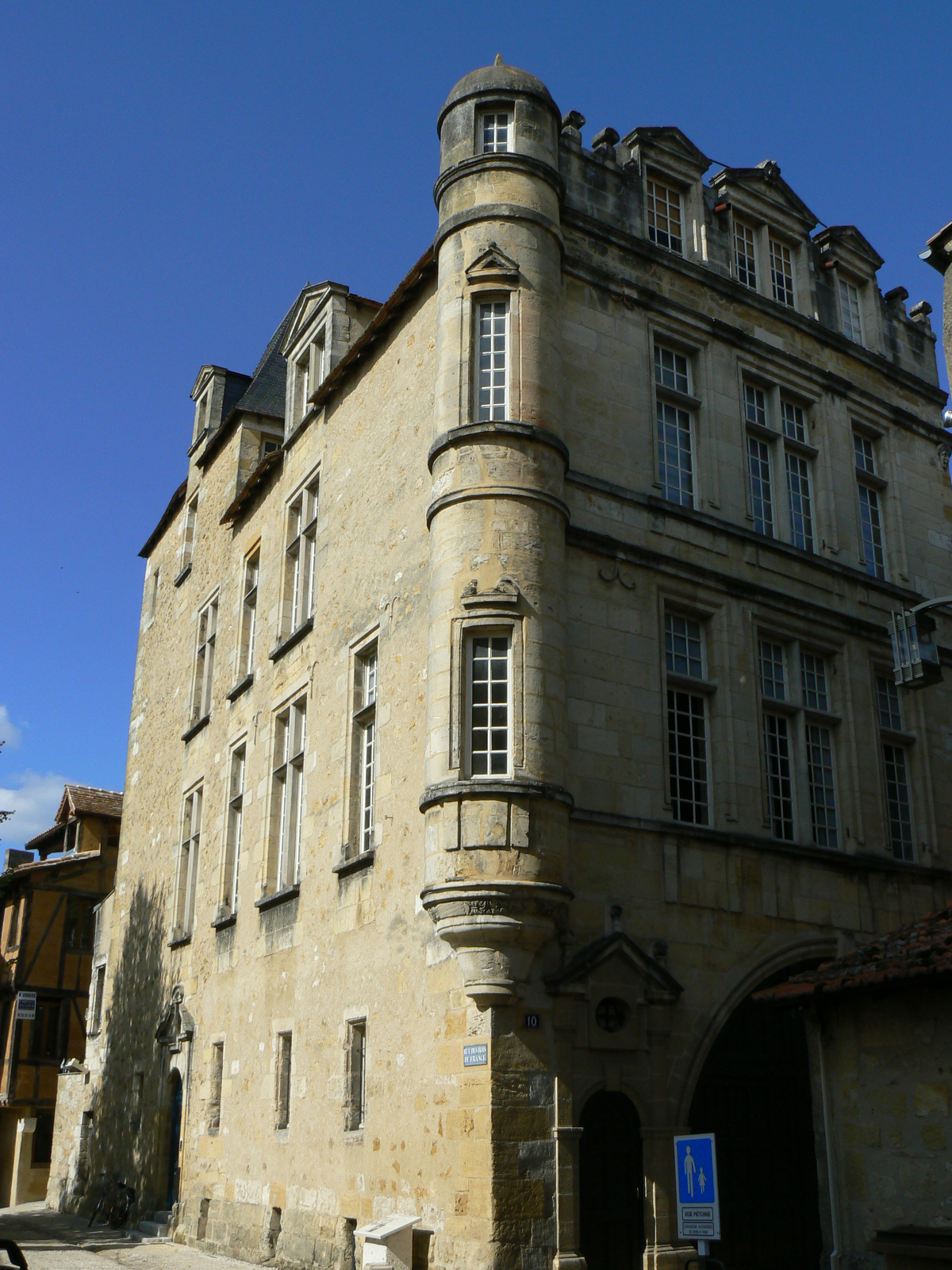
Het Maison Peyrarède

Het Musée du tabac (Tabaksmuseum) is een gemeentelijk museum aan het Place du Feu in de Franse stad Bergerac. Het museum toont de geschiedenis van de tabaksteelt en het gebruik van tabak over een periode van 3000 jaar. De tabaksteelt was een belangrijke economische activiteit in de omgeving van Bergerac.
Het museum werd geopend in 1983 en is gevestigd in een historisch pand uit de 17e eeuw, het Maison Peyrarède, dat ook het Château Henri IV wordt genoemd. Het werd gebouwd in een overgangsstijl tussen renaissance en classicisme.